# NGC 7343
NGC 7343 (również PGC 69391 lub UGC 12129) – galaktyka spiralna z poprzeczką (SBbc), znajdująca się w gwiazdozbiorze Pegaza. Odkrył ją Truman Safford 14 września 1866 roku. Niezależnie odkrył ją Édouard Jean-Marie Stephan 26 września 1876 roku.
W galaktyce tej zaobserwowano supernową SN 1974J.